# Haworth-projekció

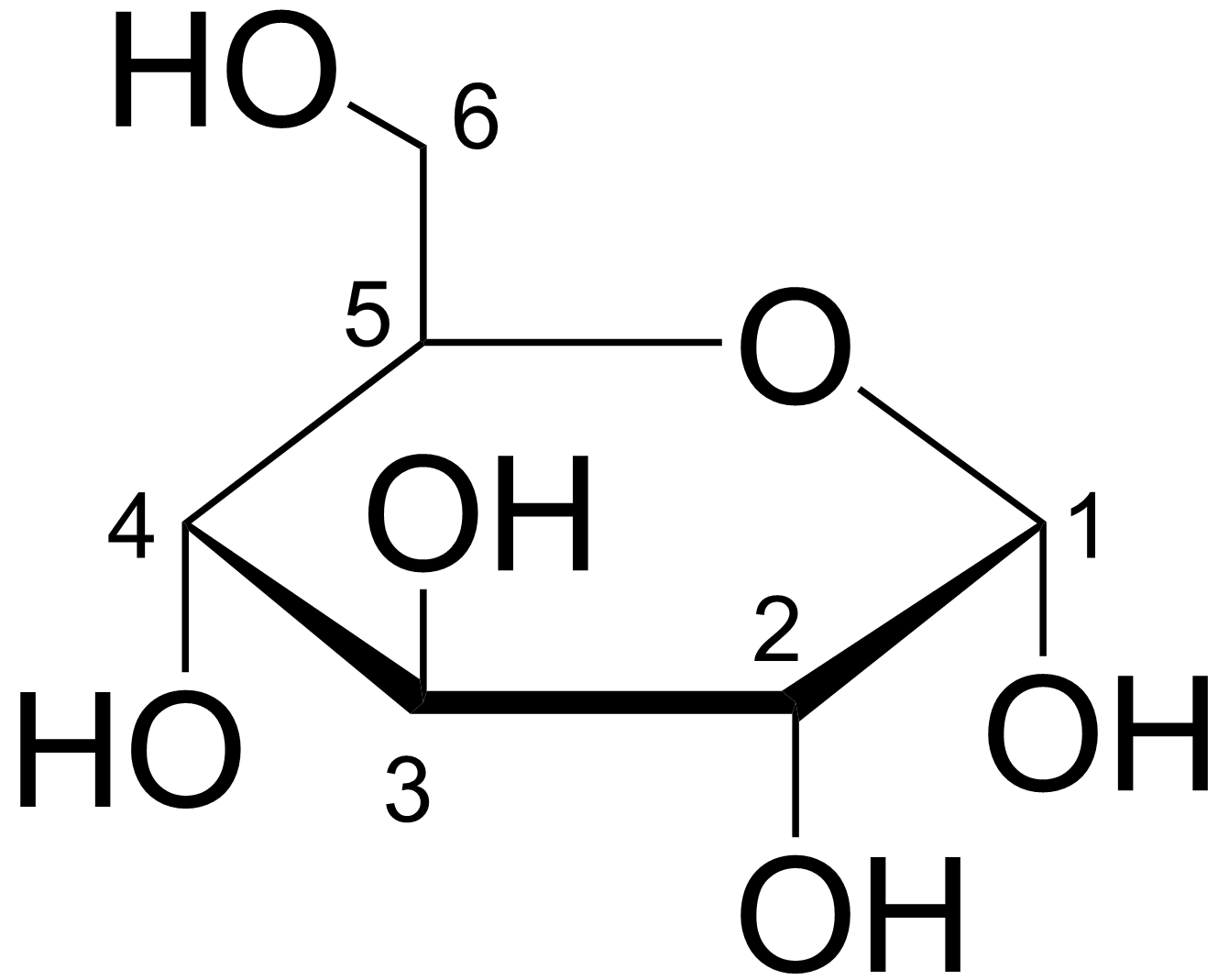
α-D-glükopiranóz ábrázolása Haworth-projekcióval

A Haworth-projekció szacharidok ciklikus szerkezetének ábrázolására használt egyszerű háromdimenziós perspektivikus módszer. Elnevezése kidolgozójáról, Sir Walter N. Haworth angol kémikusról történt.

## A Haworth-projekció jellemzői
- A szénatomok nincsenek külön vegyjellel jelölve, pozíciójukat a vonal törése jelzi. A jobb oldali ábrán 1-6 számokkal jelölt atomok mind szénatomok; az egyes számú a glikozidos vagy anomer szénatom.
- A szénhez kapcsolódó hidrogénatomok sincsenek vegyjellel feltüntetve, a szénatomok jelölt kötéseken felüli vegyértékei hidrogénatomokkal vannak lekötve. A jobb oldali ábrán tehát mind a hat szénatom kovalensen köt hidrogént.
- A vastagabb vonalak a megfigyelőhöz közelebb lévő kötéseket (és atomokat) szimbolizálnak. Vagyis a jobb oldali ábra kettes és hármas szénatomja esik legközelebb a megfigyelőhöz, az egyes és négyes szénatomok valamivel távolabb esnek, míg a legtávolabbi atomok az ötös és a hatos szén valamint a heterociklusos oxigén.

## Lásd még
- Fischer-projekció
- Newman-projekció
- Natta-projekció